# 王献唐

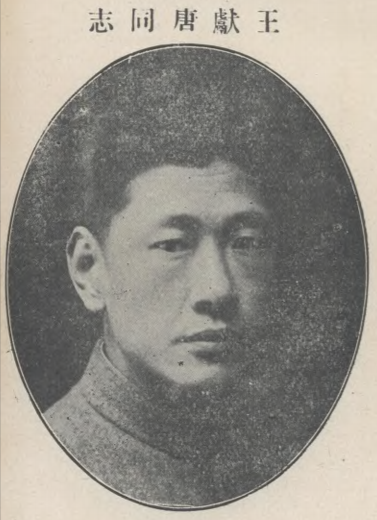
1929年的王献唐

王献唐（1896年—1960年），幼名家驹，本名凤琯，字献唐，以字行，別号风笙:47、又號向湖，男，山東省日照县（今日照市東港區）人，中国德文教師、經學、金石學學者。

## 生平
清光绪二十二年九月十八日（1896年10月24日）出生，山東省日照县（今日照市東港區）人。父亲王廷霖是醫生，好金石學，王献唐自幼受父親的影響，受金石學。
青岛礼贤书院文科、青岛特別高等专校土木系畢業:47。學德文，精通，能翻譯德文小说，並執教德文。
青岛特別高等专校毕业后，历任《山东日报》 《山东商务日报》编辑、山东公立法政专门学校国文教员、胶澳商埠督办公署帮办秘书、京汉铁路局文书科办事员、國民黨中央黨部训练部总务科总干事:47。
自1927年起，师从国民党元老、经学大家丁惟汾学习音韵。1929年起，出任山东省立图书馆馆长、山东金石保存所负责人、山东古迹研究会委员兼秘书、國史館筹备处副总干事兼纂修:47。1937年5月，与曲阜孔子奉祀官孔德成初次见面:48。以平生金石學授與孔德成，兩人交流，亦師亦友。
1937年10月起，王献唐等人带着山东省立图书馆及金石保存所的三十一箱文物南迁曲阜孔府。12月起，王献唐、屈萬里、李义贵三人带其中的五箱精品文物继续南迁四川:50。
1940年3月，王献唐接受在陪都重慶歌乐山向家湾新成立的國史館筹备委员会聘任，担任顾问。1943年3月至1945年9月，王献唐借住四川南溪李庄史语所，为国史馆编撰《国史金石志稿》，为中英庚款会编撰《中国古代货币通考》:51。
在四川期间，王献唐患有脑疾，多次治疗未愈。1947年1月，國史館在南京正式成立，被任命为纂修。10月，王献唐自北平返回济南，山東省政府仍任命他为山东省立图书馆馆长。因王献唐需在家中养病，由代馆长罗复唐主持工作:51—52。
1948年9月，济南战役后，济南市军管会代表接收山东省立图书馆，王献唐去职。因王献唐抢救山东重点文物的贡献，新政府给予优待。1950年12月，原山东省立图书馆及金石保存所的南迁文物全部回到济南。12月底，他与李义贵进入山东省古代文物管理委员会工作:52。历任山东省古代文物管理委员会副主任、山东省博物馆筹备处副主任、山东省人民政府文物管理委员会副主任及故宫博物院铜器研究员等职务。
1960年11月16日逝世，初葬于山东济南，后其墓在文革期间被毁，1990年迁葬至青岛。王献唐墓位於康有为墓以東。

## 著作
著作甚豐，有《泉幣圖釋》、《讀說文日記》等。齐鲁书社出版《王献唐遗书》。